# Piney Green
Piney Green és una concentració de població designada pel cens dels Estats Units a l'estat de Carolina del Nord. Segons el cens del 2007 tenia 12.596 habitants.

## Demografia
Segons el cens del 2000, Piney Green tenia 11.658 habitants, 4.202 habitatges i 3.193 famílies. La densitat de població era de 335,4 habitants per km².
Dels 4.202 habitatges en un 43,5% hi vivien nens de menys de 18 anys, en un 60,2% hi vivien parelles casades, en un 12,6% dones solteres, i en un 24% no eren unitats familiars. En el 17,8% dels habitatges hi vivien persones soles el 2,7% de les quals corresponia a persones de 65 anys o més que vivien soles. El nombre mitjà de persones vivint en cada habitatge era de 2,77 i el nombre mitjà de persones que vivien en cada família era de 3,12.
Per edats la població es repartia de la següent manera: un 30,2% tenia menys de 18 anys, un 16% entre 18 i 24, un 33,6% entre 25 i 44, un 15,6% de 45 a 60 i un 4,5% 65 anys o més.
L'edat mediana era de 27 anys. Per cada 100 dones de 18 o més anys hi havia 96,2 homes.
La renda mediana per habitatge era de 36.636 $ i la renda mediana per família de 40.117 $. Els homes tenien una renda mediana de 27.994 $ mentre que les dones 20.278 $. La renda per capita de la població era de 15.353 $. Entorn del 7,3% de les famílies i el 10,5% de la població estaven per davall del llindar de pobresa.

## Poblacions més properes
El següent diagrama mostra les poblacions més properes.